# Epidesmia
Epidesmia är ett släkte av fjärilar. Epidesmia ingår i familjen mätare.
Kladogram enligt Catalogue of Life:
| Epidesmia | \| \| Epidesmia brachygrammella \| \| \| \| \| \| Epidesmia perfabricata \| \| \| \| \| \| Epidesmia phoenicina \| \| \| \| \| \| Epidesmia reservata \| \| \| \| |
|           | \| \| Epidesmia brachygrammella \| \| \| \| \| \| Epidesmia perfabricata \| \| \| \| \| \| Epidesmia phoenicina \| \| \| \| \| \| Epidesmia reservata \| \| \| \| |
|           | Epidesmia brachygrammella |
|           | |
|           | Epidesmia perfabricata |
|           | |
|           | Epidesmia phoenicina |
|           | |
|           | Epidesmia reservata |
|           | |

## Bildgalleri

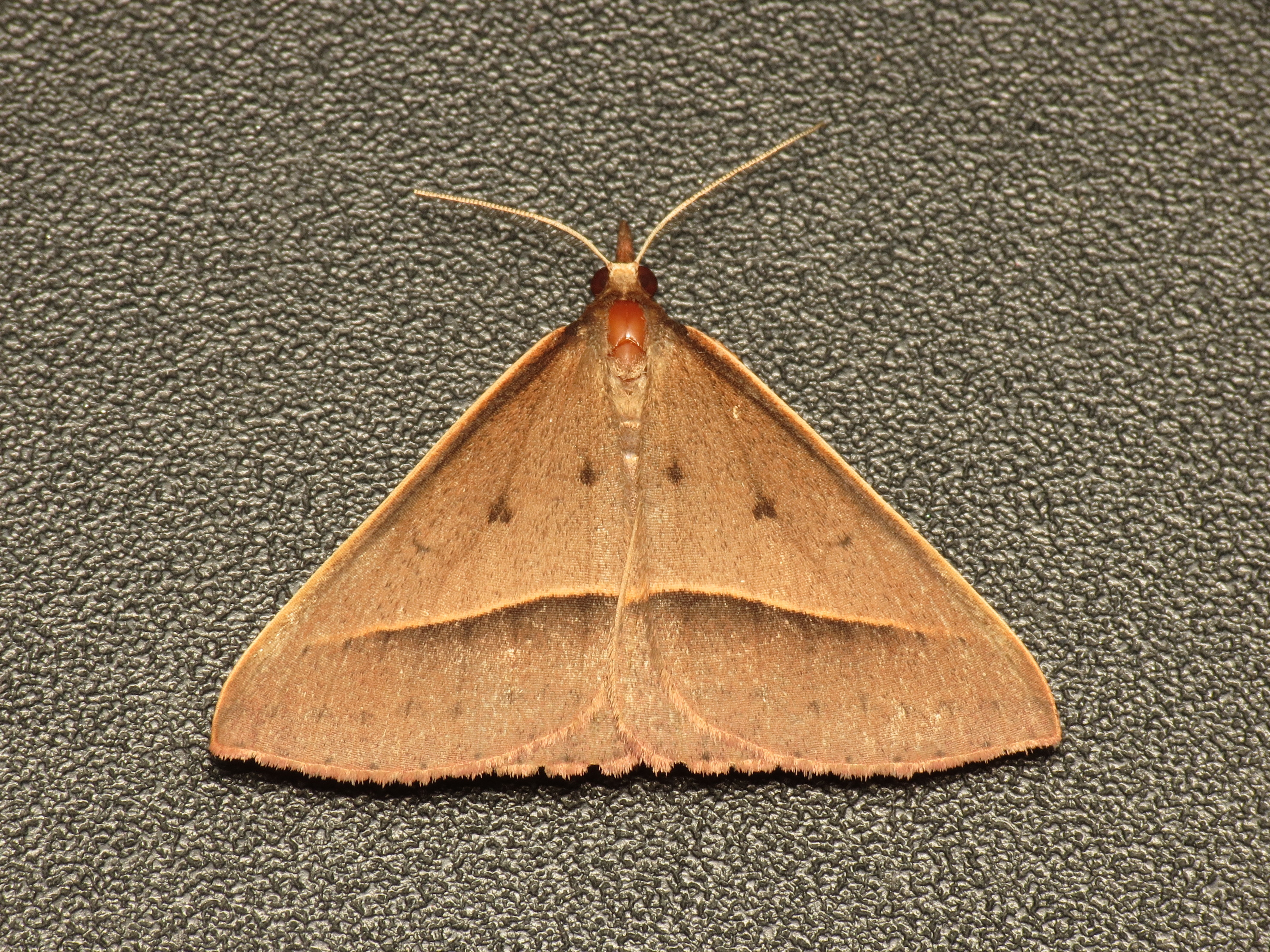
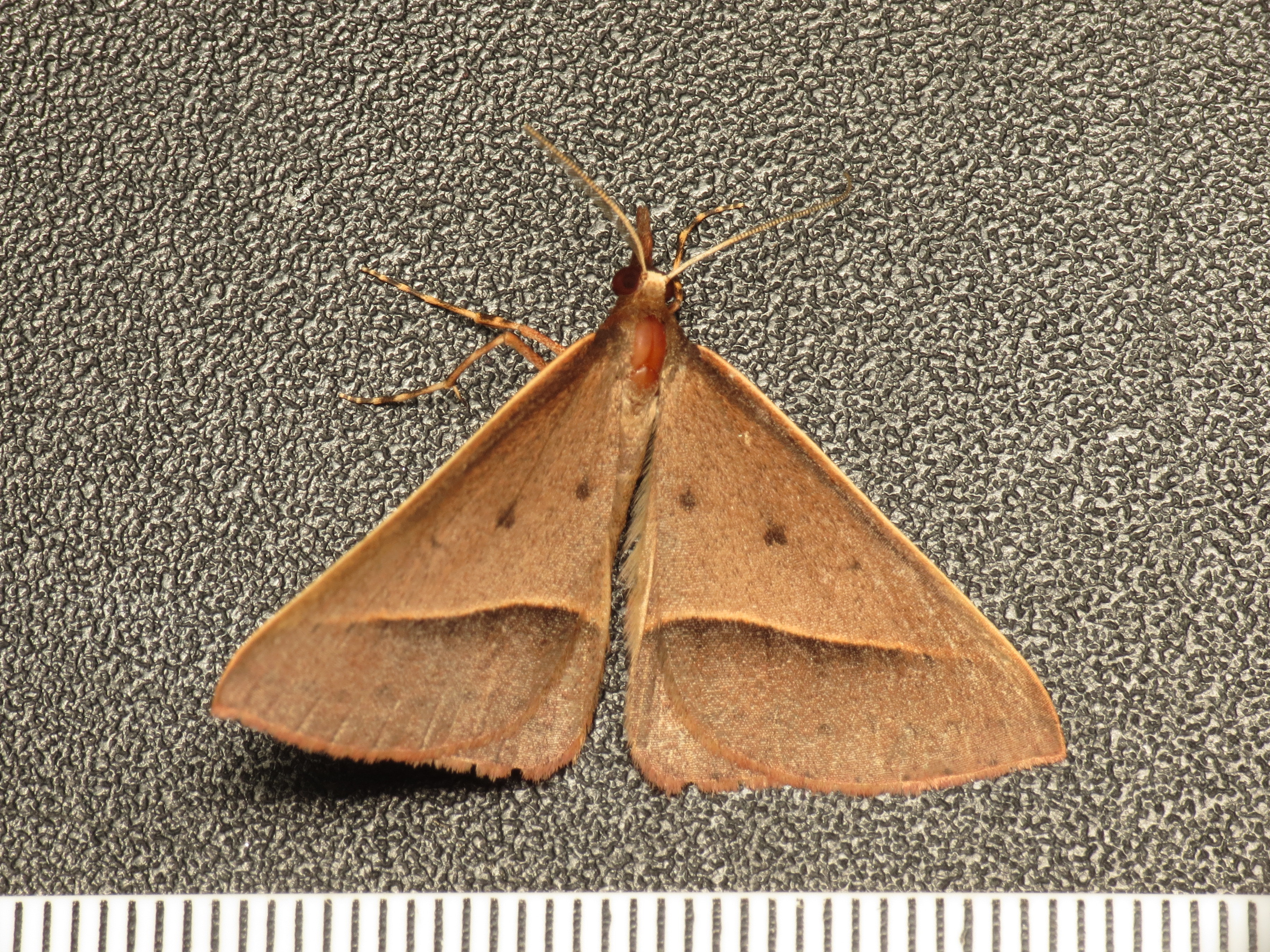
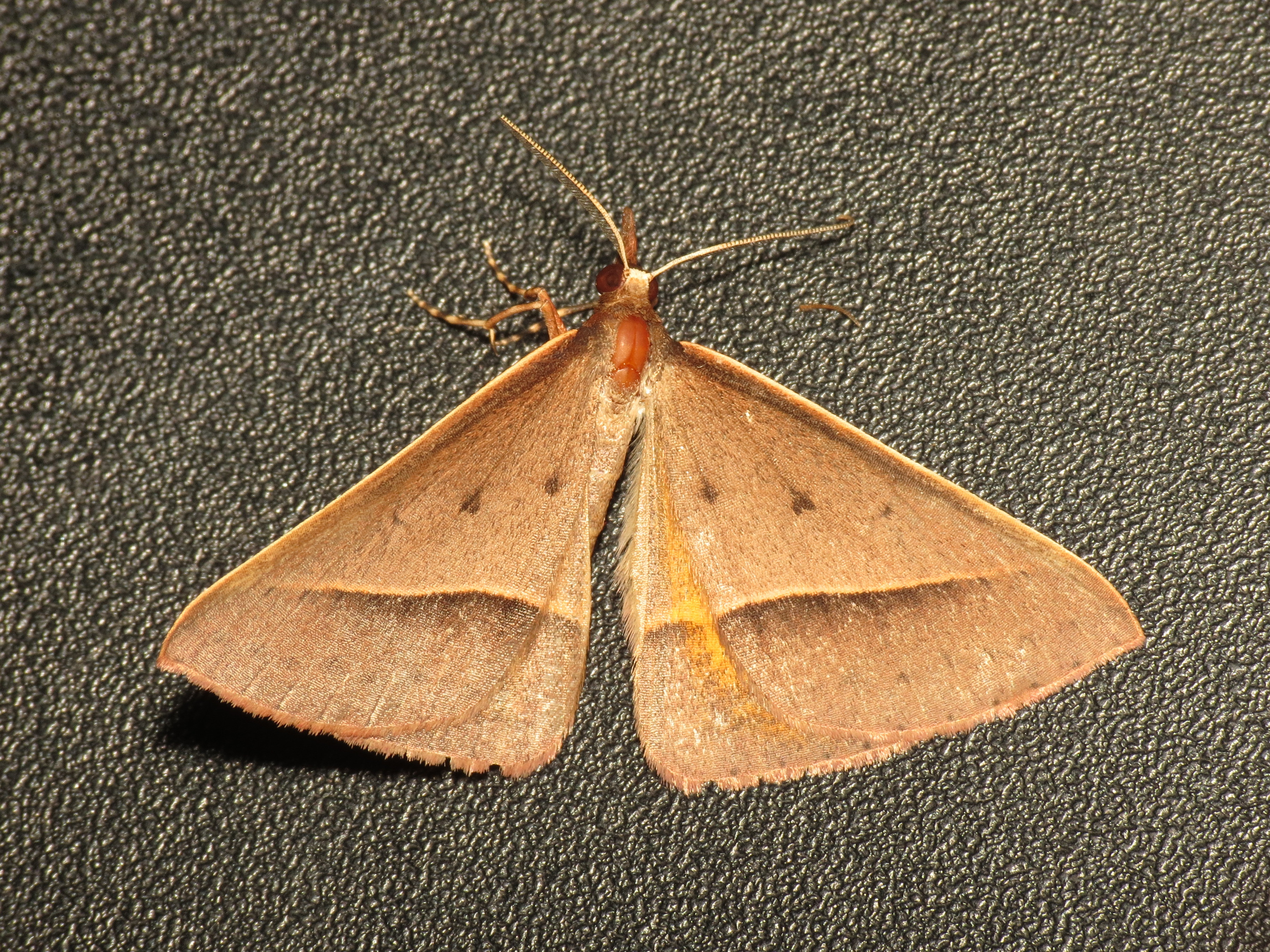
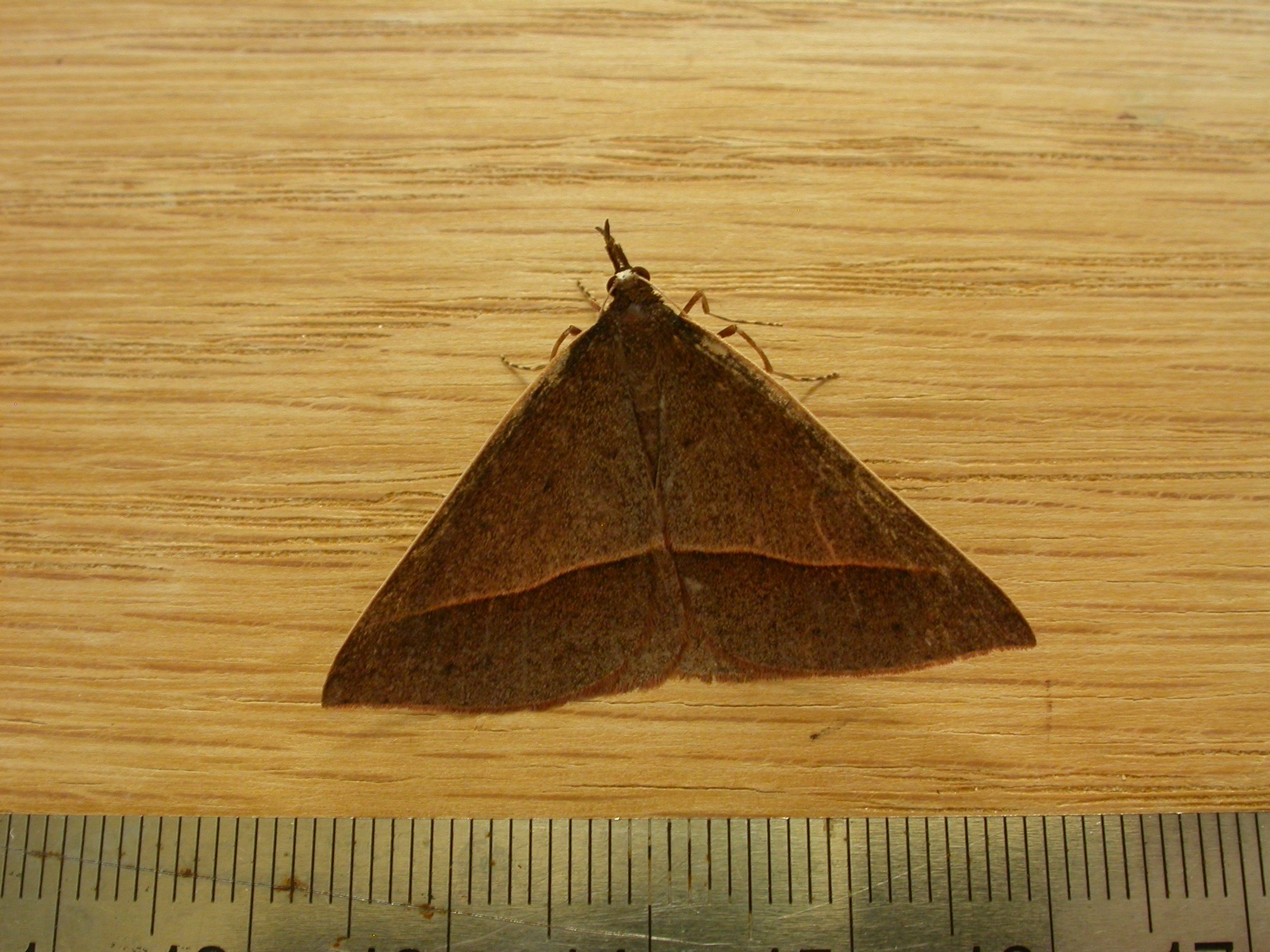
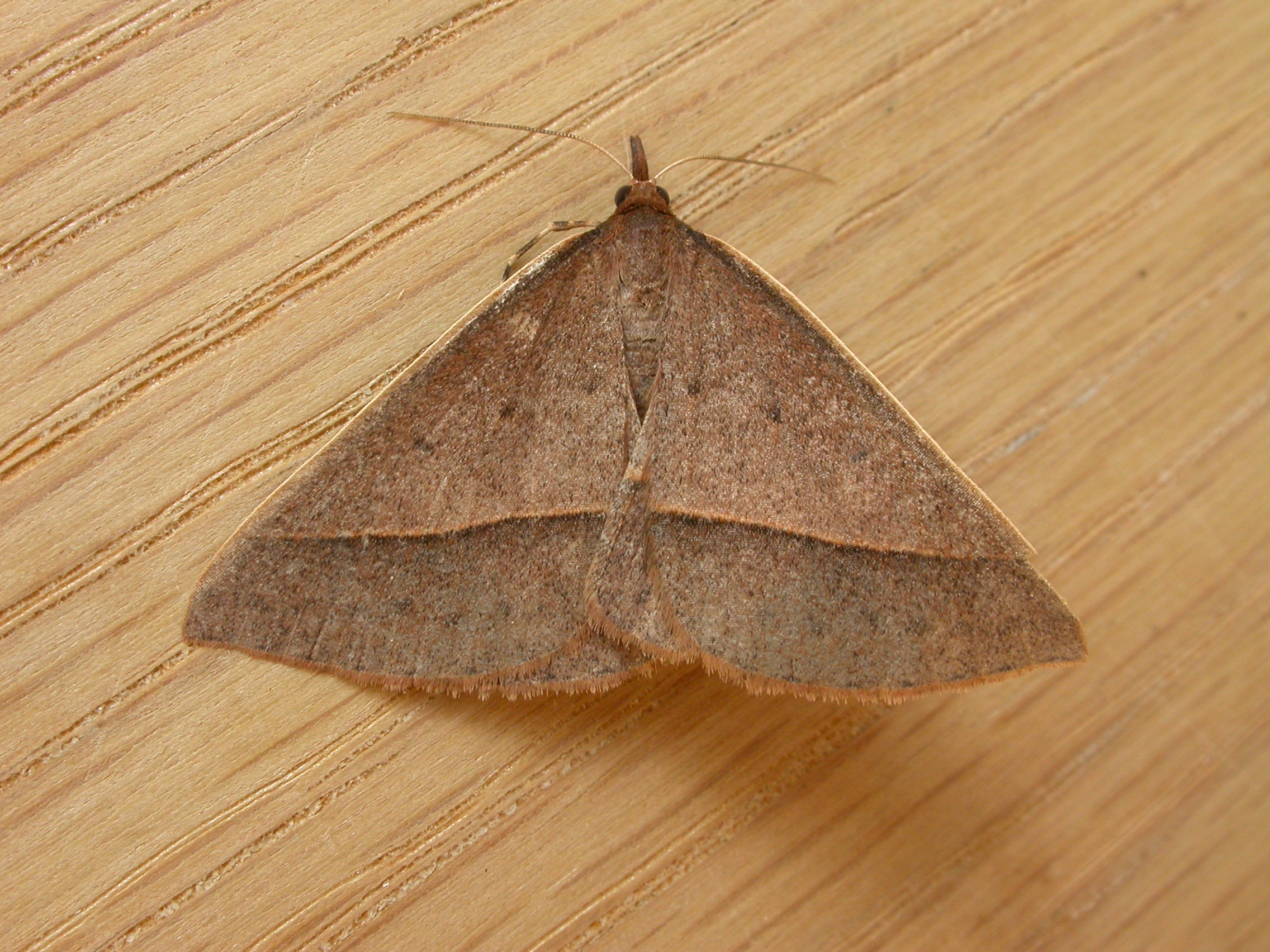
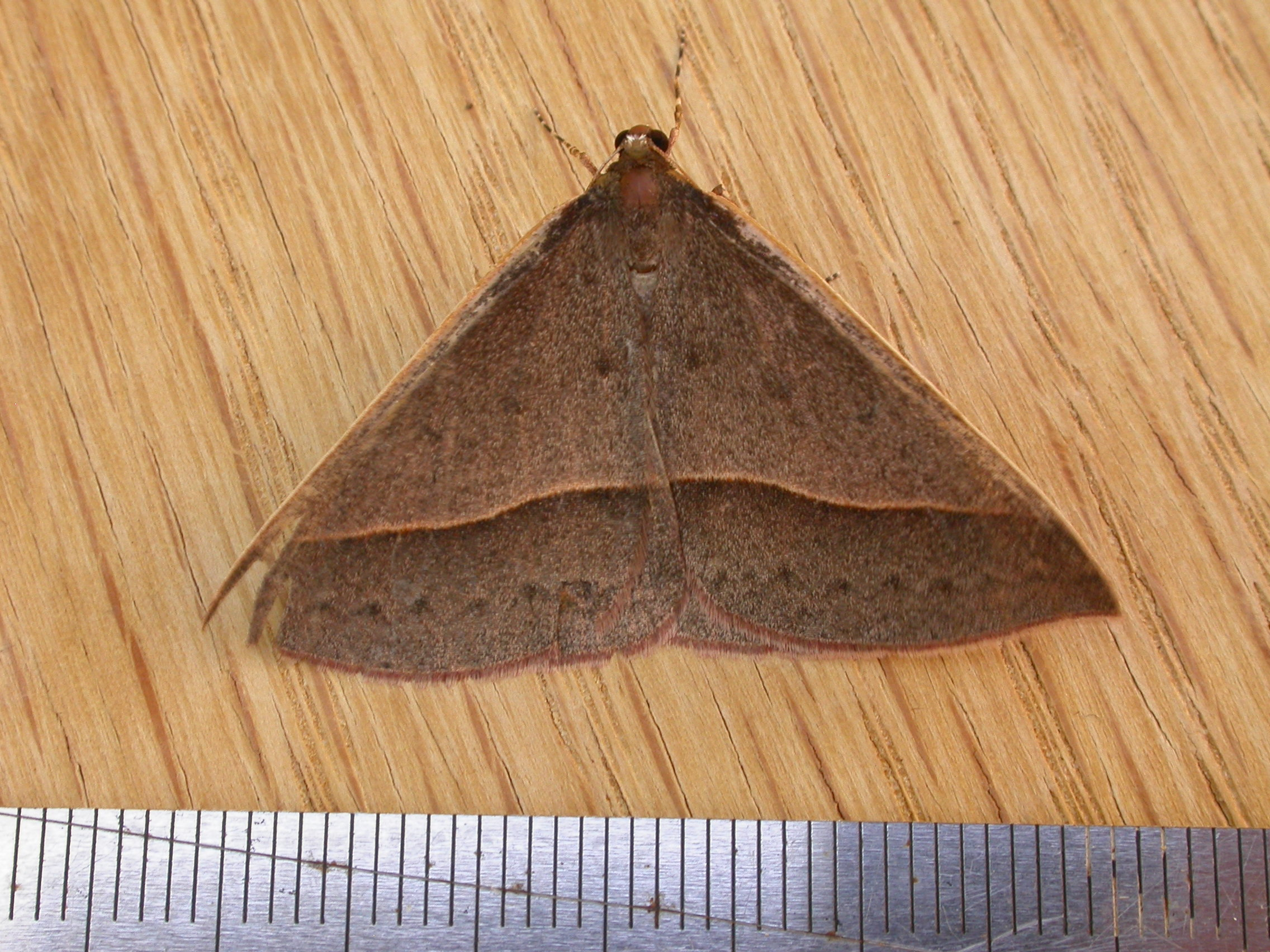